# 東又兵ヱ町
東又兵ヱ町（ひがしまたべえちょう）は、愛知県名古屋市南区の地名。現行行政地名は東又兵ヱ町1丁目から東又兵ヱ町5丁目。住居表示未実施。

## 地理
名古屋市南区中央部に位置する。東は荒浜町・浜中町、西は西又兵ヱ町、南は弥次ヱ町、北は忠次に接する。

## 歴史

### 町名の由来
当地は1715年（正徳5年）、加藤又兵衛勝貞の手により開発された又兵衛新田の一部にあたる。

### 沿革
- 1960年（昭和35年）3月20日 - 南区笠寺町・弥次ヱ町・豊田町・浜中町・荒浜町の各一部により、同区東又兵ヱ町として成立[1]。

### 町名の変遷
| 実施後     | 実施年月日    | 実施前（各町名ともその一部） |
| ---------- | ------------- | ---------------------------- |
| 東又兵ヱ町 | 1960年3月20日 | 笠寺町                       |
| 東又兵ヱ町 | 1960年3月20日 | 弥次ヱ町                     |
| 東又兵ヱ町 | 1960年3月20日 | 豊田町                       |
| 東又兵ヱ町 | 1960年3月20日 | 浜中町                       |
| 東又兵ヱ町 | 1960年3月20日 | 荒浜町                       |

## 世帯数と人口
2019年（平成31年）4月1日現在の世帯数と人口は以下の通りである。
| 町丁       | 世帯数  | 人口    |
| ---------- | ------- | ------- |
| 東又兵ヱ町 | 812世帯 | 1,730人 |

### 人口の変遷
国勢調査による人口の推移
| 2000年（平成12年） | 2,174人 | [ WEB 6 ] |  |
| 2005年（平成17年） | 1,959人 | [ WEB 7 ] |  |
| 2010年（平成22年） | 1,832人 | [ WEB 8 ] |  |
| 2015年（平成27年） | 1,735人 | [ WEB 9 ] |  |

## 学区
市立小・中学校に通う場合、学校等は以下の通りとなる。また、公立高等学校に通う場合の学区は以下の通りとなる。
| 番・番地等 | 小学校               | 中学校               | 高等学校 |
| ---------- | -------------------- | -------------------- | -------- |
| 全域       | 名古屋市立大生小学校 | 名古屋市立南光中学校 | 尾張学区 |

## 交通
町の中央を南北に国道23号（名四国道）が縦断する。

## 施設
町域中央にはかつて帝人名古屋工場が所在した。1978年（昭和53年）5月に工場が閉鎖されると、隣接した旧国鉄笠寺駅コンテナ基地跡地を含めた再開発が計画されることとなった。1984年（昭和59年）4月には先行して愛知県立名古屋南高等学校が開校し、1987年（昭和62年）7月には名古屋市総合体育館が開業した。
また、1983年（昭和58年）6月には名古屋市南社会教育センター（1997年に名古屋市南生涯学習センターと改称）が開設され、南区における生涯学習の拠点となっている。
4丁目に鎮座する稲荷神社は又兵衛新田開発の際に祀られた神社である。
- 愛知県立名古屋南高等学校

## その他

### 日本郵便
- 郵便番号 : 457-0833[WEB 3]（集配局：名古屋南郵便局[WEB 12]）。

### WEB
1. 1 2  “愛知県名古屋市南区の町丁・字一覧”.   人口統計ラボ. 2017年10月7日閲覧。
2. 1 2  “町・丁目(大字)別、年齢(10歳階級)別公簿人口(全市・区別)”.   名古屋市 (2019年4月22日). 2019年4月23日閲覧。
3. 1 2  “郵便番号”.  日本郵便. 2019年3月17日閲覧。
4. ↑  “市外局番の一覧”.   総務省. 2019年1月6日閲覧。
5. ↑  名古屋市役所市民経済局地域振興部住民課町名表示係 (2015年10月21日). “南区の町名一覧”.   名古屋市. 2017年10月7日閲覧。
6. ↑  名古屋市役所総務局企画部統計課統計係 (2005年7月1日). “（刊行物）名古屋の町(大字)・丁目別人口 (平成12年国勢調査) 南区” (XLS). 2017年10月8日閲覧。
7. ↑  名古屋市役所総務局企画部統計課統計係 (2007年6月29日). “平成17年国勢調査　名古屋の町(大字)別・年齢別人口 南区” (XLS). 2017年10月8日閲覧。
8. ↑  名古屋市役所総務局企画部統計課統計係 (2012年6月29日). “平成22年国勢調査　名古屋の町(大字)別・年齢別人口 南区” (XLS). 2017年10月8日閲覧。
9. ↑  名古屋市役所総務局企画部統計課統計係 (2017年7月7日). “平成27年国勢調査　名古屋の町(大字)別・年齢別人口” (XLS). 2017年10月8日閲覧。
10. ↑  “市立小・中学校の通学区域一覧”.   名古屋市 (2018年11月10日). 2019年1月14日閲覧。
11. ↑  “平成29年度以降の愛知県公立高等学校（全日制課程）入学者選抜における通学区域並びに群及びグループ分け案について”.   愛知県教育委員会 (2015年2月16日). 2019年1月14日閲覧。
12. ↑  “郵便番号簿 2018年度版” (PDF).   日本郵便. 2019年4月23日閲覧。

### 文献
1. 1 2  名古屋市計画局 1992, p. 853.
2. 1 2 3 4  「角川日本地名大辞典」編纂委員会 1989, p. 1544.
3. ↑  南区制100周年記念事業実行委員会 2008, p. 92.

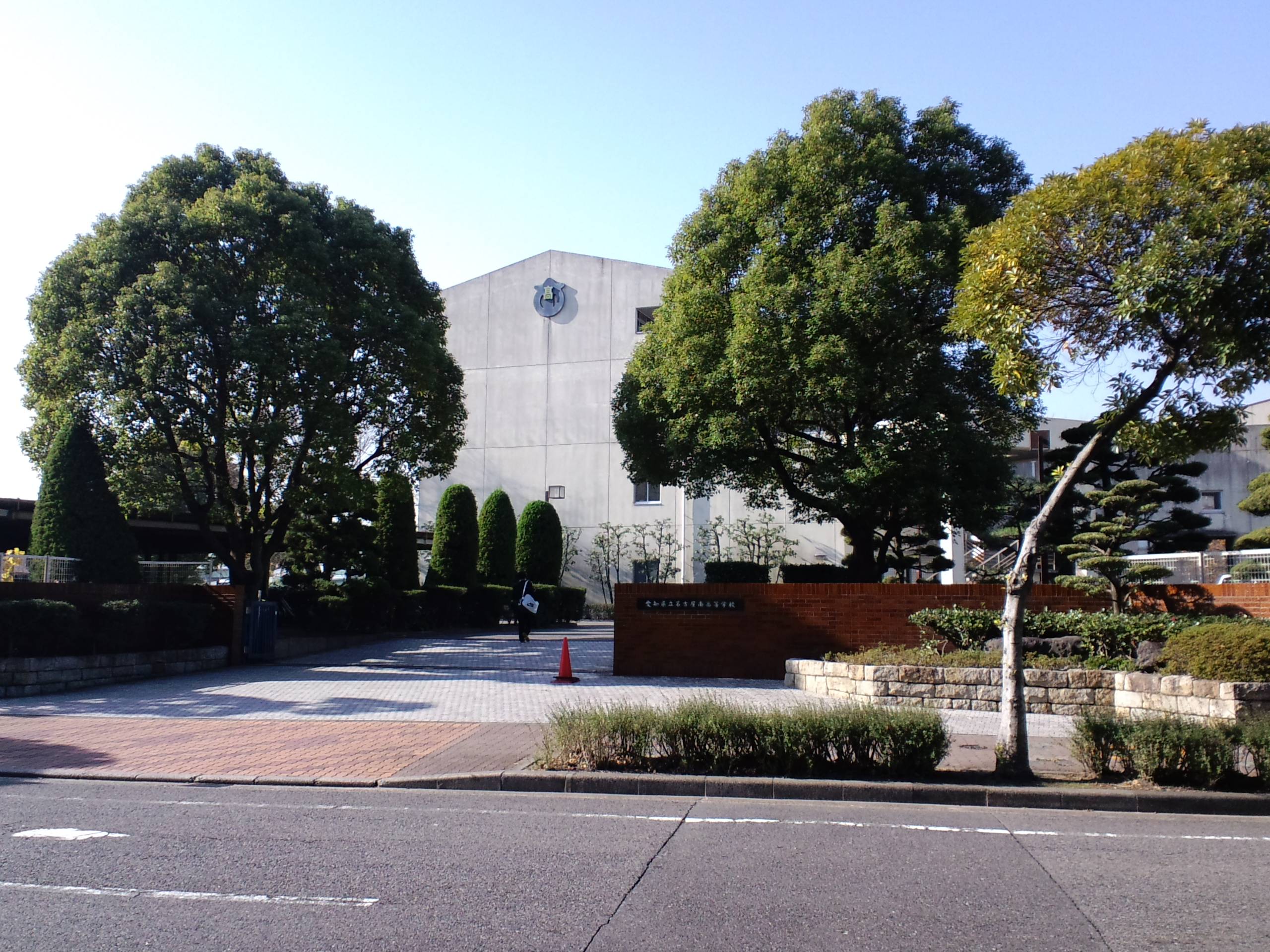
愛知県立名古屋南高等学校

4. 1 2  南区制100周年記念事業実行委員会 2008, p. 175.
5. ↑  南区制100周年記念事業実行委員会 2008, pp. 174–175.
6. ↑  名古屋市教育委員会事務局総務部企画経理課 2018, p. 218.
7. ↑  南区制100周年記念事業実行委員会 2008, p. 93.